# Kantslagen
Bij kloskant worden met de klosjes verschillende slagen gedaan, die vervolgens met een speld worden vastgehouden. Op die manier wordt het vlechtwerk op zijn plaats gehouden en kunnen prachtige motieven ontstaan. Een slag bestaat uit het uitvoeren van bewegingen met twee of vier paren van klosjes, in een welbepaalde volgorde. De garen van een paar kunnen open liggen (de garen zijn evenwijdig aan elkaar) of gesloten (de garen liggen gekruist). Wanneer er sprake is van een reiziger wordt daarmee een garenpaar bedoeld dat steeds samenblijft en heen en weer gaat doorheen alle hangende paren. De reizigers kunnen tijdens het werk een hangend paar worden, of een hangend paar kan een reiziger worden.

## Belgische kleurcode
Van 1911 tot 1959 bestond te Brugge een kantnormaalschool. Uit het in die school ontworpen onderwijsmateriaal ontstond de Belgische kleurcode (ook Brugse kleurencode genoemd). Tekeningen die de routes van de paren tonen laten met kleuren zien welke slag op welk kruispunt gemaakt dient te worden. Deze code is thans een internationaal aanvaard systeem om in de kloskant draden of paren met verschillende werking systematisch in een bepaalde kleur voor te stellen in een technische tekening.

## Basisslagen
Er zijn drie basisslagen waarmee alle soorten kant gemaakt worden. Ze bestaan allen uit de handelingen kruisen (rechterklos van het linkerpaar over de linkerklos van het rechterpaar) en wringen (rechterklos over linkerklos, doorgaans voor beide paren) en worden steeds met twee paren geklost.

### Linnenslag
Er zijn twee reizigers die altijd open liggen, net als alle hangende paren. Een opeenvolging van linnenslagen wordt linnenwerk genoemd. De slag gaat als volgt:
- in het midden kruisen
- langs beide kanten wringen
- opnieuw in het midden kruisen

Op een technische tekening wordt deze slag in het paars aangegeven.

### Halve slag
Er is één reiziger die horizontaal door het hele werk loopt. Deze ligt net als alle hangende paren steeds gewrongen. Een opeenvolging van halve slagen wordt halflinnenwerk genoemd. De slag gaat als volgt:
- in het midden kruisen
- langs beide kanten wringen

Op een technische tekening wordt deze slag in het groen aangegeven.

### Gewrongen slag
Er zijn twee reizigers die net als alle hangende paren altijd gewrongen liggen. Een opeenvolging van gewrongen slagen wordt gewrongen linnenwerk genoemd. De slag gaat als volgt:
- in het midden kruisen
- langs beide kanten wringen
- opnieuw in het midden kruisen
- opnieuw langs beide kanten wringen

Op een technische tekening wordt deze slag in het rood aangegeven.

## Kunstslag

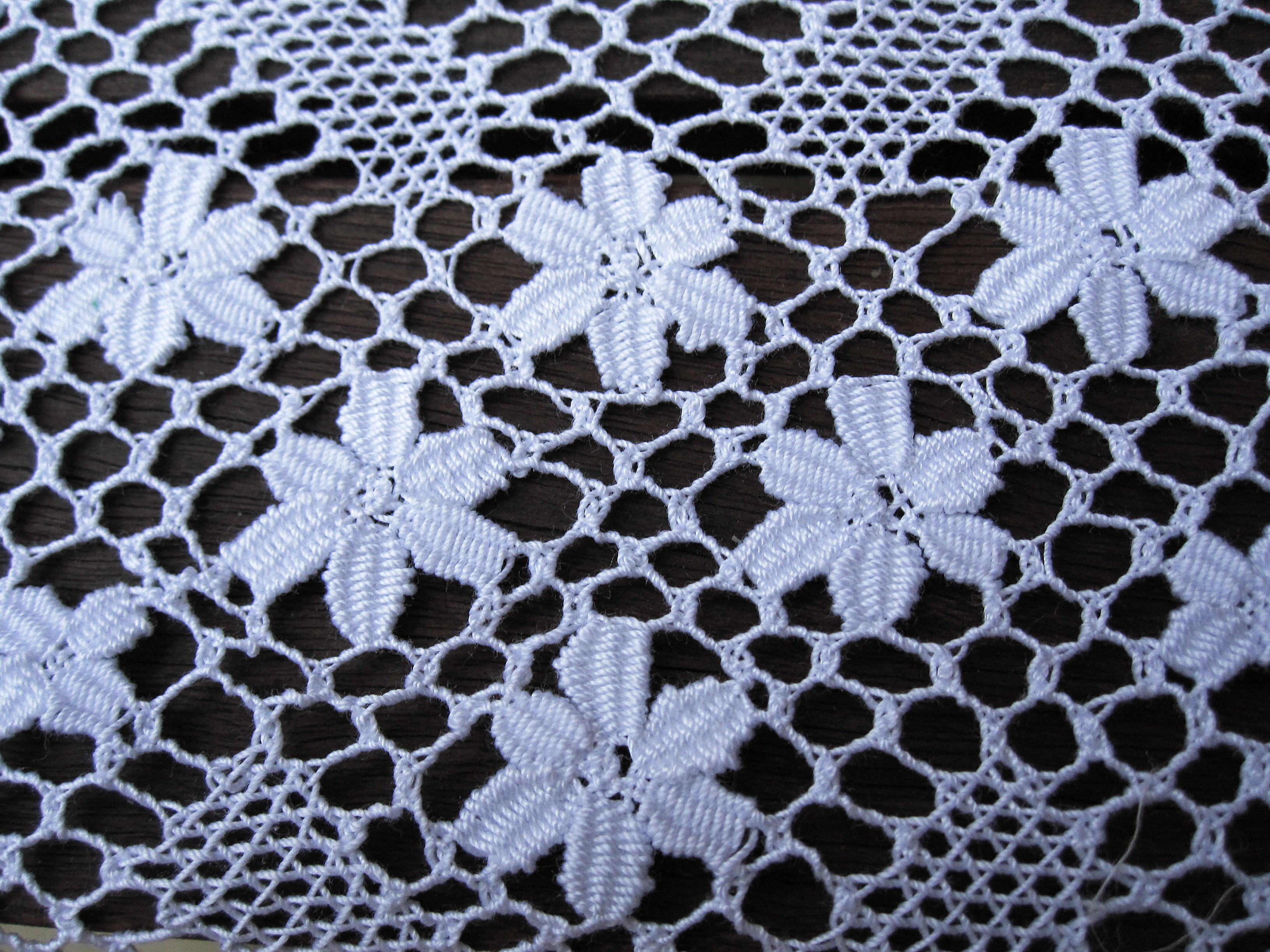
Bladvormige kunstslagen in een stropkant

De kunstslag wordt ook wel vormslag of moesje genoemd. Het is een sierelement dat kan voorkomen in kloskant. De bewerking vergt veel oefening voor een netjes resultaat: een klein gesloten deeltje dat op verschillende manieren kan worden uitgewerkt. De kunstslag wordt over het algemeen geklost met vier draden waarvan er één heen en weer reist boven en onder de andere drie draden. De buitenste draden worden strak gehouden en bepalen zo de vorm die de kunstslag zal aannemen.
Er zijn verschillende soorten kunstslagen, waarvan de meest gebruikte de volgende zijn:
- de bladvormige kunstslag
- de reliëfkunstslag: Deze slag wordt ook wel de opgelegde kunstslag genoemd. Hij ligt boven op de kant waardoor het werkstuk reliëf en een rechtse en een averechtse kant krijgt. De opgelegde kunstslag kan in verschillende vormen worden uitgewerkt.
- de vierkante kunstslag: Deze kunstslag kan horizontaal of diagonaal voorkomen.
- de driehoekige kunstslag: Hij kan voorkomen met de punt naar boven of met de punt naar onder.